# Caso dos meninos emasculados no Maranhão
O Caso dos meninos emasculados no Maranhão refere-se a série de crimes ocorridos nos municípios de Paço do Lumiar, São José de Ribamar, Codó e São Luís, no estado do Maranhão, que teve como vítimas meninos com idades entre 4 e 15 anos. Estes meninos foram sequestrados, mutilados e mortos entre os anos de 1991 e 2003, por Francisco das Chagas Rodrigues de Brito. O caso rapidamente gerou comoção popular e repercussão internacional por se tratar dos maiores crimes em sequência do Brasil e devido a seu nível de violência contra crianças e adolescentes.
As vítimas dos crimes foram: Raniê Silva Cruz, Eduardo Rocha da Silva, Raimundo Nonato da Conceição, Alexandre de Lemos Pereira, Antônio Reis Silva, Bernardo da Silva Modesto, Bernardo Rodrigues Costa, Carlos Wagner dos Santos Sousa, Daniel Ferreira Ribeiro, Diego Gomes Araújo, Edivan Pinto Lobato, Evanilson Castanhede Costa, Hermógenes Colares, Ivanildo Povoas Ferreira, Jailson Alves Viana, Jonnathan Silva Vieira, Josemar de Jesus Batista, Julio César Pereira Melo, Laércio Silva Martins, Nerivaldo dos Santos Pereira, Nonato Alves da Silva, Rafael Carvalho Carneiro, Raimundo Luiz Sousa Cordeiro, Welson Frazão Serra, Alexandre dos Santos Gonçalves, Sebastião Ribeiro Borges, Jondelvanes Macedo Escócio e Emanuel Diego de Jesus Silva.

## História

### Crimes
De acordo com a justiça do Maranhão, os crimes foram cometidos por Francisco das Chagas Rodrigues de Brito, preso em dezembro de 2003 na capital São Luís. Provas científicas o comprovaram como autor dos crimes quando peritos encontraram em sua residência diversos corpos, além de membros e fragmentos de meninos desaparecidos. Indícios o colocam como real responsável pela série de crimes, de mesmo modus operandi ocorrida no município paraense de Altamira, uma vez que o acusado morou na região por mais de 10 anos.
No ano de 1991, entre os meses de setembro a novembro foram encontrados no Maranhão quatro cadáveres com sinais claros de violência extrema e as partes íntimas emasculadas. Em dezembro do mesmo ano, uma reportagem do jornal O Imparcial falava em mais uma vítima do "tarado estripador", apontando a autoria dos crimes a uma só pessoa. A reportagem também relatava o desaparecimento de duas crianças, Charles e João Delvanes. Charles foi encontrado vivo, pois tinha ido morar com uma família no interior do Estado, já João Delvanes até hoje se encontra-se desaparecido.
Em maio de 1992, mais um corpo foi encontrado, desta vez a vítima era o adolescente  Bernado Rodrigues Costa, morto da mesma forma das outras vítimas. No ano de 1994, os crimes voltaram a acontecer, houve registro de crianças desaparecidas, porém não foram encontrados nenhum cadáver ou ossada.
Em 1996, foi encontrado brutalmente assassinado, Nerivaldo dos Santos Ferreira. Depois desse crime, foram encontrados mais dois ou três corpos por ano. As investigações terminaram por excluir a hipótese de um serial killer, tanto que pessoas foram presas, denunciadas, absolvidas e condenadas por esses crimes. A sucessão das autoridades encarregadas das investigações terminou por expurgar a ideia inicial do tarado estripador, e na resolução das diligências policiais, para cada assassinato, embora guardasse semelhanças com os demais, havia uma autoria isolada.
Em 10 de fevereiro de 2003, desapareceu no bairro Jardim Tropical, na cidade de São José de Ribamar, uma criança de 4 anos de idade, Daniel Ferreira Ribeiro. O fato chamou atenção porque a criança foi retirada durante a madrugada, da cama em que dormia com pai e o irmão de 2 anos.

### Repercussão
O caso alcançou dimensão internacional quando, em meio as investigações, organizações não-governamentais denunciaram o Brasil à Organização dos Estados Americanos, alegando que o país havia sido omisso na proteção dos direitos humanos de vítimas e suas famílias. Posteriormente, em acordo firmado entre as partes, o governo brasileiro indenizou cada uma das famílias e elaborou novos programas visando proteger os direitos da criança e do adolescente.